# ابراهیم صادقی
ابراهیم صادقی (زاده ۱۵ بهمن ۱۳۵۷) بازیکن سابق و مربی فوتبال اهل ایران است. وی در سال ۱۳۷۹ به عضویت به باشگاه سایپا درآمد و تا سال ۱۳۹۶ در همین تیم به بازی پرداخت و از دنیای فوتبال خداحافظی کرد.

## باشگاه‌ها
در سال ۱۳۸۹ به پاس یک دهه حضور مستمر صادقی در باشگاه سایپا، این باشگاه در مراسمی با نام «نارنجی وفادار» از وی تجلیل و تقدیر به عمل آورد.

## قهرمانی در لیگ برتر ایران
او در فصل ۸۵–۸۶ در لیگ برتر فوتبال ایران به همراه تیم سایپا کرج در کنار علی دایی به عنوان قهرمانی دست یافت.

## حضور در تیم ملی
ابراهیم صادقی با سرمربیگری علی دایی در تیم ملی، به تیم ملی فوتبال ایران دعوت شد. حضور او در بازی برابر کویت از سری مسابقات مقدماتی جام جهانی انتقادات شدیدی را علیه علی دایی سرمربی تیم ملی به همراه داشت، اما بعدها با توجه به انتخاب ابراهیم صادقی به عنوان تنها کاندید از ایران برای عنوان بهترین بازیکن سال آسیا از سوی کنفدراسیون فوتبال آسیا، او به چهره‌ای محبوب تبدیل شد. وی تنها گل ملی خود را در یک بازی دوستانه در مقابل تیم ملی فوتبال امارات به ثمر رساند. او به همراه تیم ملی ایران در مسابقات جام ملت‌های آسیا ۲۰۰۷ نیز حضور داشت.

## کاندیدای بهترین بازیکن سال آسیا
او در انتخابات کنفدراسیون فوتبال آسیا برای برگزیدن برترین بازیکن سال فوتبال آسیا در سال ۲۰۰۷، تنها کاندید از فوتبال ایران در لیست ۲۱ نفره بود.